# Hutchinson Island South
Hutchinson Island South ist  ein census-designated place (CDP) im St. Lucie County im US-Bundesstaat Florida mit 5201 Einwohnern (Stand: 2010).

## Geographie
Hutchinson Island South liegt auf der Barriereinsel Hutchinson Island zwischen dem Intracoastal Waterway und dem Atlantik an der Ostküste Floridas. Der CDP grenzt im Westen direkt an die Stadt Port St. Lucie und liegt rund 10 km südöstlich von Fort Pierce sowie etwa 90 km nördlich von West Palm Beach. Der CDP wird von der Florida State Road A1A durchquert.

## Demographische Daten
Laut der Volkszählung 2010 verteilten sich die damaligen 5201 Einwohner auf 7582 Haushalte, davon sind die meisten als Zweitwohnsitz genutzte Ferienwohnungen. Die Bevölkerungsdichte lag bei 444,5 Einw./km². 98,7 % der Bevölkerung bezeichneten sich als Weiße, 0,2 % als Afroamerikaner, 0,1 % als Indianer und 0,6 % als Asian Americans. 0,1 % gaben die Angehörigkeit zu einer anderen Ethnie und 0,4 % zu mehreren Ethnien an. 2,2 % der Bevölkerung bestand aus Hispanics oder Latinos.
Im Jahr 2010 lebten in 2,2 % aller Haushalte Kinder unter 18 Jahren sowie 76,8 % aller Haushalte Personen mit mindestens 65 Jahren. 55,1 % der Haushalte waren Familienhaushalte (bestehend aus verheirateten Paaren mit oder ohne Nachkommen bzw. einem Elternteil mit Nachkomme). Die durchschnittliche Größe eines Haushalts lag bei 1,65 Personen und die durchschnittliche Familiengröße bei 2,08 Personen.
2,0 % der Bevölkerung waren jünger als 20 Jahre, 3,2 % waren 20 bis 39 Jahre alt, 14,8 % waren 40 bis 59 Jahre alt und 80,0 % waren mindestens 60 Jahre alt. Das mittlere Alter betrug 71 Jahre. 46,4 % der Bevölkerung waren männlich und 53,6 % weiblich.
Das durchschnittliche Jahreseinkommen lag bei 51.657 $, dabei lebten 6,0 % der Bevölkerung unter der Armutsgrenze.
Im Jahr 2000 war Englisch die Muttersprache von 95,02 % der Bevölkerung, Italienisch sprachen 2,27 % und 2,71 % hatten eine andere Muttersprache.